# Green Building

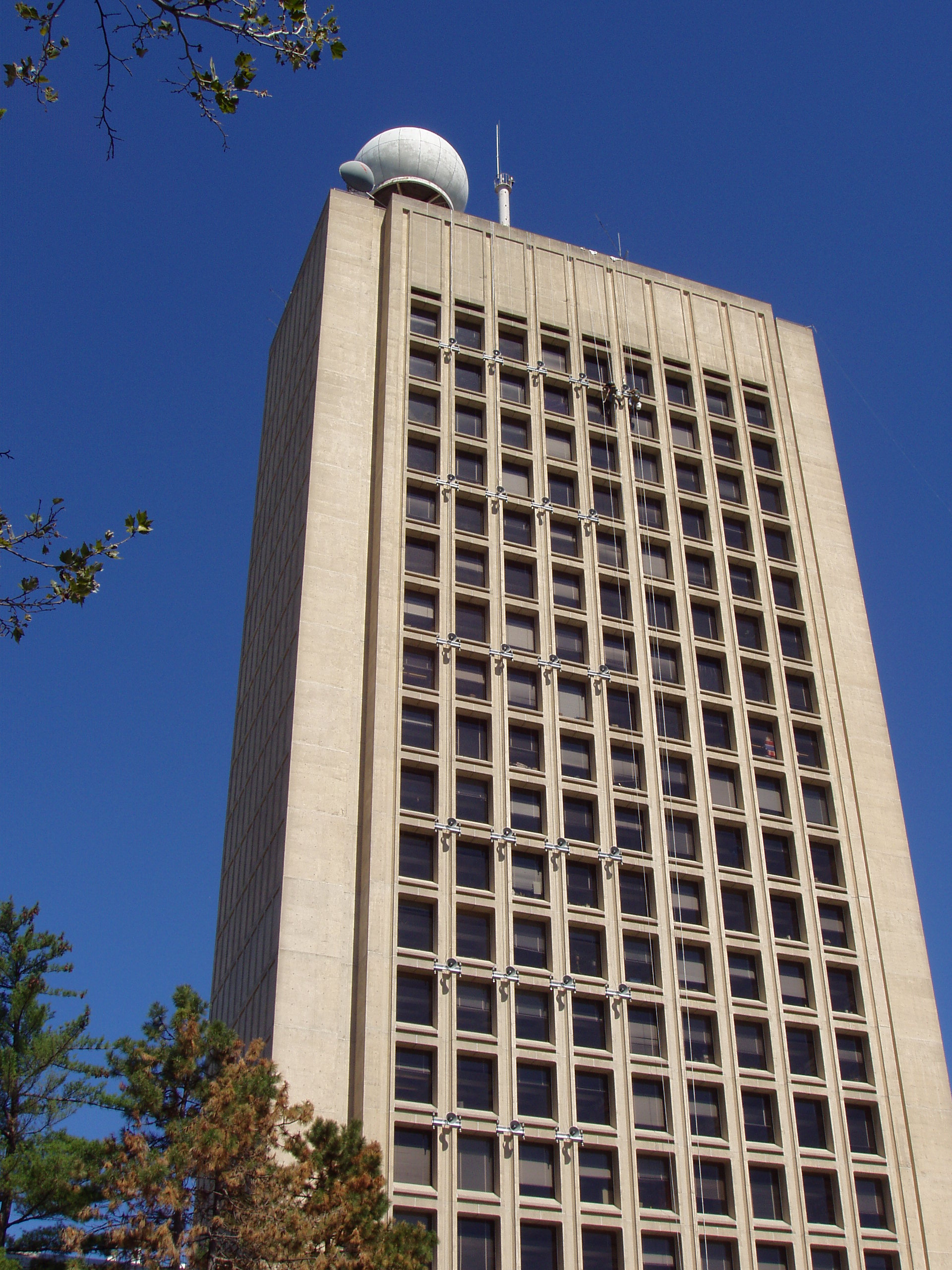
Green Building.

Le Cecil and Ida Green Building, aussi appelé le Green Building ou Building 54, est un bâtiment d'enseignement et de recherche du Massachusetts Institute of Technology (MIT) de Cambridge dans le Massachusetts, aux États-Unis.
Il a été conçu par Araldo Cossutta et Ieoh Ming Pei, ce dernier étant un ancien élève du MIT.
Le bâtiment porte le nom de Cecil Howard Green, cofondateur de Texas Instruments et également ancien élève du MIT, ainsi que principal mécène de la construction.